# José Luis Aussín
José Luis Aussín Suárez (20 de enero de 1942; Orizaba, Veracruz), más conocido como El Loco, es un exfutbolista mexicano que se desempeñaba como centro delantero en la década de los años 60 en la Primera División de México.

## Trayectoria
Comenzó su carrera profesional en el Chayoteros de Orizaba y luego siguió con los CD Veracruz, con el que logró el ascenso a la Primera División. Con este último equipo ha jugado de 1964 hasta 1971. Posteriormente para la temporada 1971–1972 fue transferido al Club de Fútbol Laguna, equipo con sede en la ciudad de Torreón, Coahuila, club con el cual se retiró.
En 1964 jugaría los Juegos Olímpicos de Japón, con México. En 1965 disputaría dos encuentros con su selección frente a Honduras y Estados Unidos. En el mismo año disputaría la Copa de Oro de la Concacaf de 1965. Marcaría su primer gol internacional frente a Honduras durante un encuentro amistoso.
El Loco Aussín a pesar de tener grandes cualidades para este deporte, no era muy afecto a los entrenamientos. Había partidos en que jugaba con una indolencia, apatía y un desgano. Pero había otros en los cuales jugaba mostrando sus capacidades técnicas y sobre todo las cualidades de improvisación que tenía en el área contraria, haciendo goles inverosímiles. Todavía se recuerda en el Puerto de Veracruz, por los viejos aficionados y en el desaparecido Parque Deportivo Veracruzano, el gol que le anotó al portero de los Panzas Verdes del León, Antonio Carbajal la Tota cuando remató de cabeza un centro enviado de la banda derecha por Batata, entre las piernas de Efraín Loza "el hermano muerte", cuando este intentó despejar el balón del área chica, Aussín le ganó el balón, rematando con la cabeza y venciendo a Carbajal.
Jugando con los Tiburones Rojos de Veracruz, obtuvo un subcampeonato en la temporada 1965-1966 siendo campeón el América el cual ganó el partido decisivo dos goles a cero. En ese equipo José Luis "El Loco" Aussín alineó junto a Waldir Pereira "Didí", "Batatá", Mariano Ubiracy, Hugo "Cuca" Herrera, Pedro Elizondo, Carlos "Monito" Carús", Enrique Rivas, Chucho Hernández. Pero su vida de descontrol y desgano en sus entrenamiento, hicieron que poco a poco pasará a estar en la banca. La afición jarocha ya conocía este tipo de actuación pero lo toleraban. Pero todo tiene un término. Posteriormente fue transferido al Club de Fútbol Laguna, aparentemente como medidas disciplinarias por el dueño de equipo Don Pepe Lajud, el cual ya no le soportó sus poses asociado con su baja de juego, equipo en donde se retiró al final de la campaña 1971-1972. Uno de los goles recordados con el equipo lagunero fue el hecho ante el América para el empate a un gol, cuando recibió un pase de Rubén Avitia y sobre la marcha sacó un disparo que no pudo detener Prudencio Cortés "El Pajarito" portero de los Cremas (hoy Águilas).